# Monmouth, Illinois
Monmouth là một thành phố thuộc quận Warren, tiểu bang Illinois, Hoa Kỳ. Năm 2010, dân số của thành phố này là 9444 người.

## Dân số
Dân số qua các năm:
- Năm 2000: 9841 người.
- Năm 2010: 9444 người.